# Hermandad de la Entrega de Guadalcacín (Jerez)
La Hermandad del Santísimo Sacramento y Cofradía de Nazarenos de Nuestro Señor Jesús Nazareno en su Entrega, María Santísima Reina de los Ángeles y San Francisco de Asís, popularmente conocida como la Entrega, es una cofradía cristiana del rito católico radicada en la Parroquia de San Enrique y Santa Teresa de Guadalcacín, pedanía situada a unos 5 km al norte de Jerez de la Frontera. Procesiona en la tarde del Sábado de Pasión por las calles de Guadalcacín, Jerez.

## Breve reseña histórica

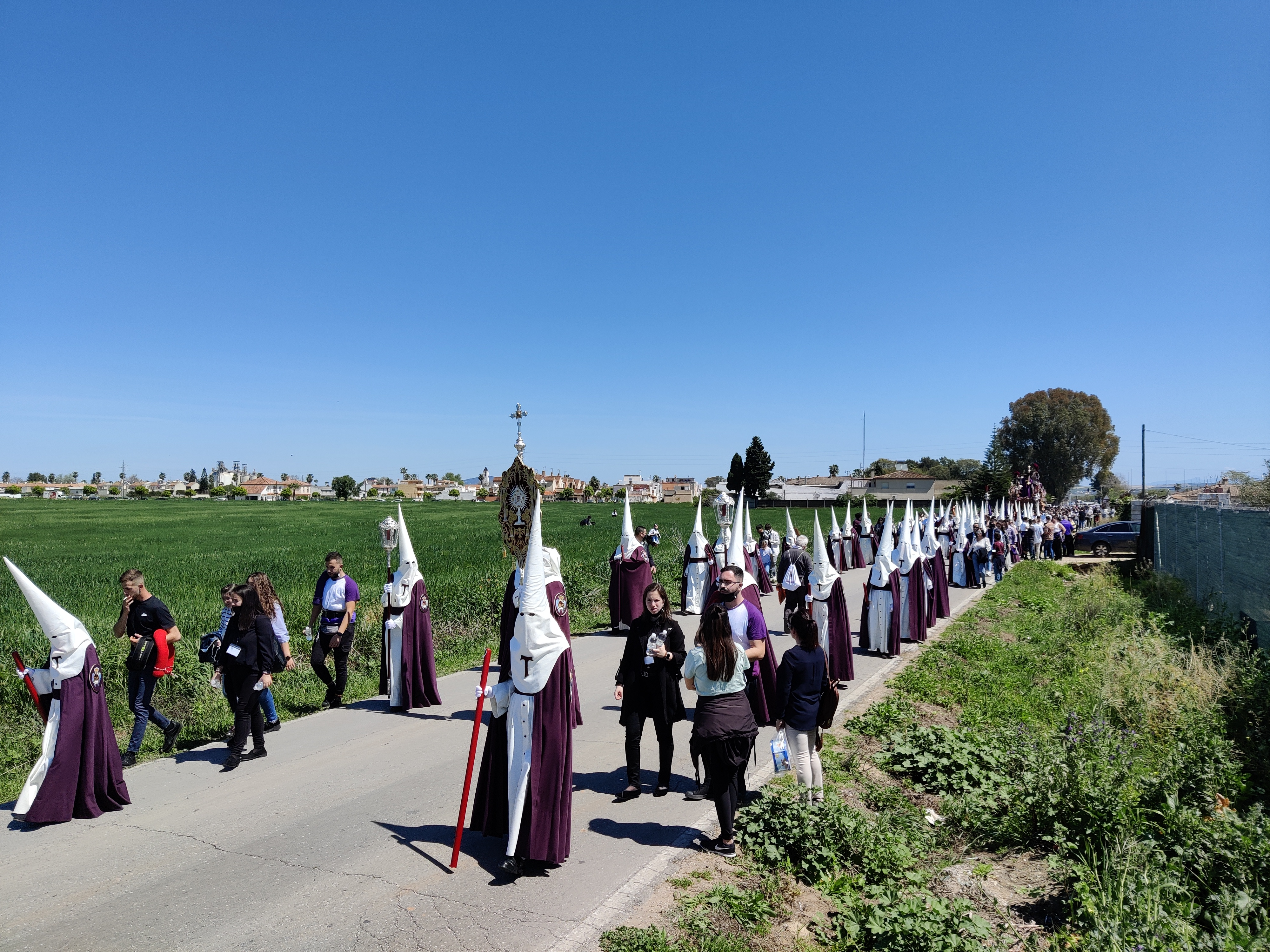
Procesión

- Los orígenes de la Agrupación Parroquial y posterior Hermandad de la Entrega, se remontan al Grupo Joven de Ntro. Padre Jesús en su Entrega al Pueblo, saliendo los Viernes de Dolores.
- El día 8 de diciembre de 2006 , Don Juan del Río Marín, Obispo de Asidonia-Jerez en ese momento. Autoriza al párroco, para que constituya la Asociación Parroquial de Nuestro Señor Jesús en su Entrega.
La Asociación decide al no tener la Imagen titular de la misma, decide realizar un Santo Vía Crucis el sábado 31 de marzo, con el crucificado de la Parroquia, actualmente preside el altar de la misma. 
- Bendición de la Imagen del Señor de la Entrega el sábado 8 de marzo de 2008, en el Templo Parroquial. Solemne Bendición de la Imagen del Señor de la Entrega
- SÁBADO DE PASIÓN, 15 DE MARZO DE 2008. Primera Salida en Vía crucis del Señor de la Entrega
- El 16 de abril de 2011, Sábado de Pasión, el Sr. Obispo Don José Mazuelos Pérez, a solicitud del Párroco de San Enrique y Santa Teresa y con la aprobación de la Delegación de Hermandades y Cofradías, firmó el decreto de erección canónica de la nueva hermandad del Santísimo Sacramento y Cofradía de Nazarenos de Nuestro Señor Jesús Nazareno en su Entrega, María Santísima Reina de los Ángeles y San Francisco de Asís, como asociación pública de fieles. 
- En junio de 2013 se firma el contrato de la ejecución de las dos mujeres de Jerusalén y de María Santísima Reina de los Ángeles
- 2 de agosto de 2014, Bendición de María Santísima Reina de los Ángeles.
- 9 de agosto de 2014 – Primera Salida de la Reina de los Ángeles de forma extraordinaria.

## Iconografía

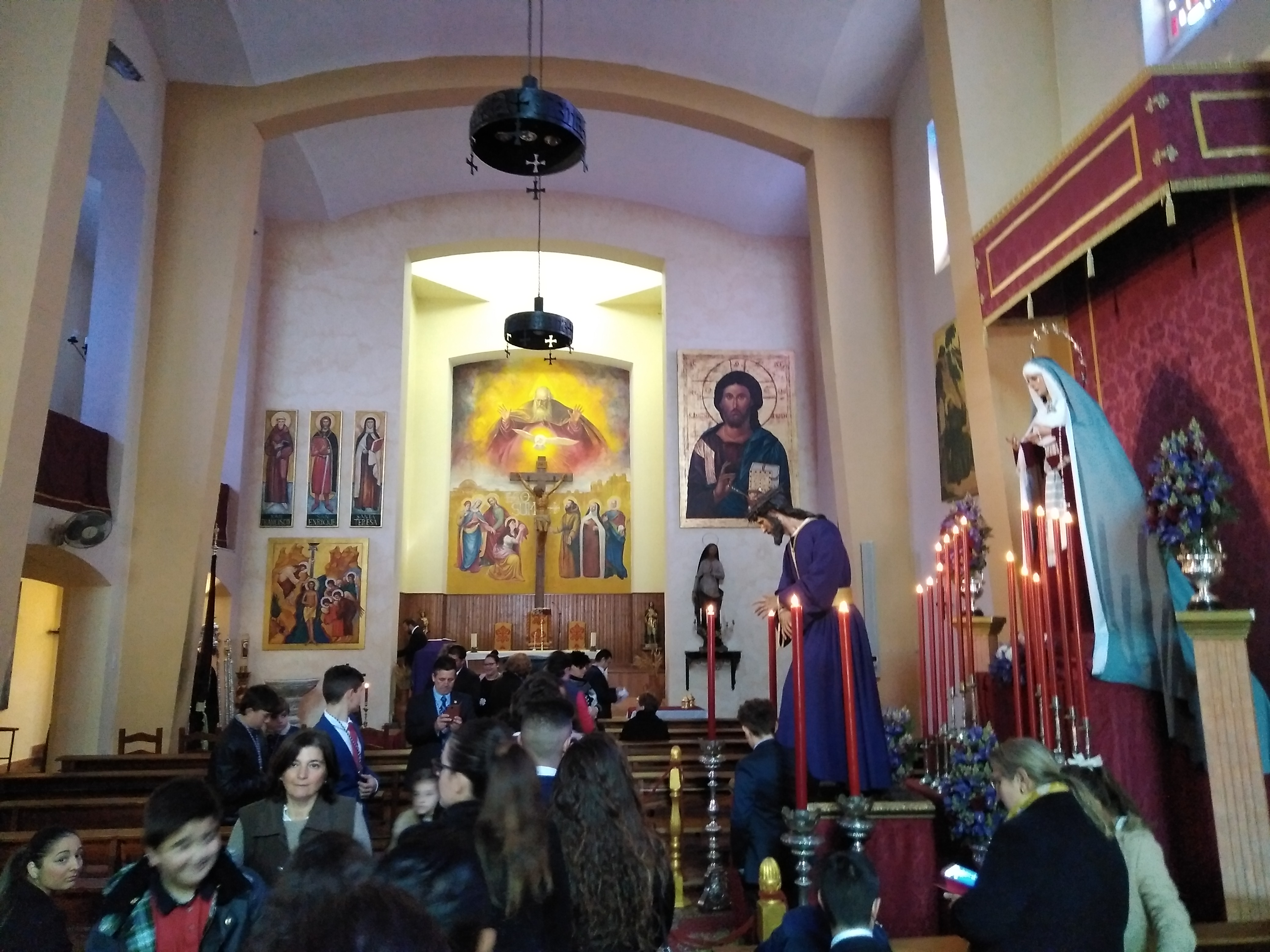
Besapies

El único paso de esta hermandad representa el encuentro de Jesús con las mujeres en la calle de la Amargura camino del Gólgota. A la derecha del Señor aparece un soldado romano con una lanza en la mano indicándole el camino a seguir con la otra, y la parte de atrás presenta a un centurión romano a lomos de un caballo tirando de los dos ladrones que serán crucificados junto al Señor, Dimas y Gestas.

## Imágenes
Nuestro Señor Jesús Nazareno en su Entrega, María Santísima Reina de los Ángeles como todo el conjunto escultórico son obra del sevillano José Antonio Navarro Arteaga.

## Sede

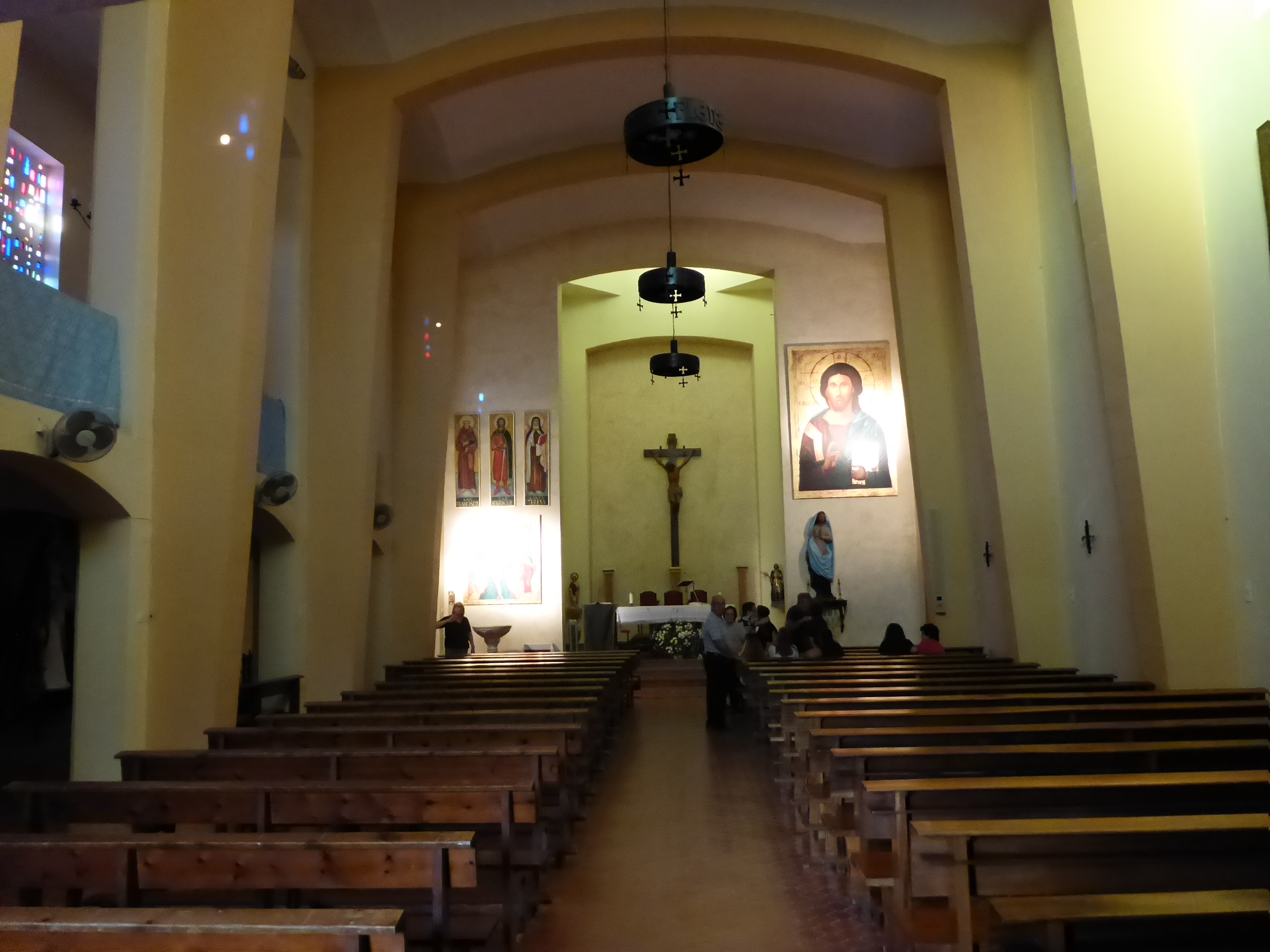
Iglesia

Su sede canónica se encuentra en la Iglesia Parroquial de San  San Enrique y Santa Teresa de Guadalcacín, Jerez de la Frontera.

## Paso por Carrera Oficial
A pesar de ser la hermandad de vísperas más antigua que procesiona por las calles de Jerez, no hace estación de penitencia a la Santa Iglesia Catedral, ni se incorpora por tanto, a la nómina de hermandades que transcurren por Carrera Oficial y realizan su estación de penitencia durante los días de Semana Santa.
Será el 9 de abril de 2022, Sábado de Pasión, cuando en ocasión especial, hagan recorrido hasta el centro de la localidad jerezana, siendo así acompañada por la Banda de Cornetas y Tambores Fe y Consuelo de Martos (Jaén) en la ida y en la vuelta de Guadalcacín, y por la Banda de Cornetas y Tambores Ntra. Sra. del Rosario de Cádiz en el centro de la ciudad.

## Acción social
La hermandad realiza una significativa aportación social a su entorno